# CERGA
CERGA（Centre de recherches en géodynamique et astrométrie、地球力学・位置天文学センター）は2004年まであったフランスの研究機関である。アルプ＝マリティーム県コーソル (Caussols) に位置し、1988年から、コートダジュール天文台の1部門であった。

## 概要
研究分野は天文学や天体力学などで、レーザーを使った距離計と、2つのレーザーステーションで月までの距離の精密測定を行い、観測装置の開発や、理論的研究や天体力学やモデリングの研究もおこなった。
多くの小惑星がCERGAで発見された。小惑星(100122)アルプ＝マリティーム はニース天文台を含むアルプ＝マリティーム県で発見された小惑星が1000個に達したことから命名された。小惑星(2252) CERGAに命名された。
2004年にコートダジュール天文台が改組された時に廃止された。